# Федорищев, Вячеслав Андреевич
Вячеслав Андреевич Федорищев (род. 14 июля 1989, Волгодонск, Ростовская область) — российский государственный деятель, экономист. Губернатор Самарской области с 13 сентября 2024 года (врио 31 мая — 13 сентября 2024). Кандидат экономических наук (2013).

## Биография
Родился 14 июля 1989 года в Волгодонске Ростовской области в семье предпринимателя Андрея Федорищева, владевшего, по данным СМИ крупнейшим книжным магазином города. 

### Образование
В 2010 году окончил факультет экономических и социальных наук Академии народного хозяйства при правительстве Российской Федерации (ныне — Российская академия народного хозяйства и государственной службы при президенте Российской Федерации)  по специальности «менеджер организации».

### Трудовая деятельность
С 2010 года на работе в Российской академии народного хозяйства и государственной службы. Последовательно занимал должности специалиста, заместителя начальника отдела, начальника научно-информационного отдела РАНХиГС. С 2012 года — помощник ректора Российской академии народного хозяйства и государственной службы при президенте России.
С августа 2013 года на работе в Минэкономразвития России. Занимал должности референта департамента стратегического управления, государственных программ и инвестиционных проектов, советника министра экономического развития, руководителя департамента стратегического развития Минэкономразвития России.
С марта 2016 года — работа в Тульской области. С 5 марта 2016 года — заместитель губернатора Тульской области, с октября 2018 года — первый заместитель губернатора Тульской области.
В конце 2018 года включён в президентский кадровый резерв. В 2019 году вошёл в топ-10 перспективных топ-менеджеров в России моложе 30 лет по версии Forbes.
С 4 октября 2022 года — первый заместитель губернатора Тульской области — председатель Правительства Тульской области.

## Губернатор Самарской области
31 мая 2024 года назначен Владимиром Путиным временно исполняющим обязанности губернатора Самарской области. На дату назначения на должность — самый молодой из действующих глав субъектов Российской Федерации. 25 июня 2024 года избран секретарём самарского регионального отделения партии Единая Россия.
13 сентября 2024 года в здании Правительства Самарской области вступил в должность губернатора Самарской области, победив на досрочных выборах, набрав 79,56 %.

### Футбольный скандал
26 ноября 2024 года Федорищев опубликовал видео выступления перед помощником президента России Алексеем Дюминым и председателем правительства Михаилом Мишустиным в рамках заседения комиссии Госсовета по физической культуре и спорту, в ходе которого заявил о сложившейся в Российской футбольной премьер-лиге коррупционной схеме. В частности он сообщил, что самарский футбольный клуб «Крылья Советов» оказался должен неназванным лицам 36 млн. рублей за помощь в судействе.
В тот же день, Федорищев заявил, что установил взаимодействие с органами власти в связи с предполагаемой коррупцией в «Крыльях Советов», направленной на финансирование судейского корпуса. По словам губернатора, в преступной схеме задействованы около 10 команд РПЛ. Первыми на данные заявления отреагировали в РФС и РПЛ, где заявили, что слова Федорищева «необходимо рассматривать со всей серьезностью» и «это повод для обращения в правоохранительные органы». Кроме того, 29 ноября Федорищев  сообщил, что 2 декабря планирует подать заявление в правоохранительные органы по факту работы агентских групп в российском футболе.

### Критика деятельности
В должности губернатора Самарской области Вячеслав Федорищев подвергается критике за уклонение от ответов на острые вопросы, отрицание проблем, и копирование публичного поведения предшественника на посту, а также за отсутствие результатов по ранее озвученным обещаниям.
Федеральные средства массовой информации отмечают также многочисленные критические отзывы жителей по поводу невыполнения Федорищевым обещания пересмотреть способ взимания платы за услуги по вывозу твёрдых бытовых отходов с 1 октября 2024 года. Губернатор публично обещал поменять тариф с оплаты за квадратные метры на оплату за человека, однако способ оплаты остался прежним и после озвученной даты.

## Личная жизнь
Вячеслав Федорищев женат. Супруга Александра, выпускница РАНХиГС работница тульского политехнического университета.

## Награды
- Орден Дружбы (2020)[14]
- Медаль ордена «За заслуги перед Отечеством» II степени (2019)[14]